# Fidipo (pintor)
Fidipo  (en griego antiguo: Φείδιππος) fue un pintor ático de vasos del período de transición entre el estilo de la figura negras y las rojas. Sus obras están fechadas entre el 525 y el 515 a. C.
Fidipo es conocido exclusivamente como pintor de kílices. Su nombre se conserva en dos vasos firmados. Se le atribuyen otros vasos por similitudes estilísticas. Aparte de las firmas, solo hay otra inscripción en la obra del pintor: Μ[Ε]ΝΙΣ ΚΑ[ΛΟΣ] (Menis kalos - Menis es hermoso, inscripción kalós) en un kílix en el Staatliche Antikensammlungen de Múnich. Tres de los vasos que pintó están firmados por el alfarero Isquilo. Por lo tanto, es obvio que Fidipo trabajó en su taller. Estilísticamente, es cercano al pintor de vasos Epicteto, que también trabajó con Isquilo.
Doce de sus vasos son copas de ojos. Aquí Fidipo muestra las dos variantes con ambas narices y figuras entre los ojos. Solo una vez representa más de una figura en el exterior. En cambio, prescinde de uno de los pares de ojos de un lado del vaso. Las copas son del estilo de cerámica bilingüe, lo cual es común en este momento. Los lados externos están pintados en rojo, los internos (tondos) en negro. En las escenas interiores,  casi siempre muestra imágenes de jóvenes y hombres, en su mayoría comediantes o deportistas. Solo cuatro de las escenas interiores muestran representaciones con contenido mitológico. Dos de ellos son Dioniso, un sátiro y el Minotauro. En el exterior, los deportistas (especialmente boxeadores, lanzadores de disco y corredores con armas) son sus motivos favoritos. Más raramente representa guerreros. Sus figuras no suelen ser muy elegantes y generalmente tienen una forma más basta. Todos los vasos cuya ubicación se conoce se encontraron en Vulci.

## Lista de obras
| Luga del hallazgo | Museo/ Número de inventario | Publicación                                                       | Base de datos de cerámica del Archivo Beazley Archive | Motivo                   | Comentario                                                                                                 | Imagen |
| ----------------- | --- | ----------------------------------------------------------------- | ----------------------------------------------------- | ------------------------ | --- | ------ |
| Vulci             | Múnich, Staatliche Antikensammlungen 2582 (J 111)                                                                                    | ARV²165 N.º 1                                                     | 200248                                                | Jinete                   | Inscripción kalós: Menis.                                                                                  |        |
| Vulci             | Würzburgo, Antikensammlung des Martin von Wagner Museums L 467                                                                       | ARV² 165 N.º 2                                                    | 200299                                                | Jovencito (¿como?)       | Firma de Isquilo como alfarero                                                                             |        |
| Vulci             | Múnich, Staatliche Antikensammlungen 2583 (J 1232)                                                                                   | ARV² 165 N.º 3                                                    | 200300                                                | Minotauro                | |        |
| Vulci             | Múnich, Staatliche Antikensammlungen 2584 (J 1023)                                                                                   | ARV² 165 N.º 4                                                    | 200301                                                | Jovencito, como          | |        |
| Vulci             | Leipzig, Antikenmuseum der Universität Leipzig T 486                                                                                 | ARV² 165 N.º 5                                                    | 200302                                                | hombre caminando         | |        |
|                   | Nueva York, Museo Metropolitano de Arte 41.162.8                                                                                     | ARV² 165 N.º 6                                                    | 200303                                                | Dioniso                  | |        |
|                   | Roma, Villa Julia + Florencia, Museo Arqueológico Nacional 12B106 / 4B29 Heidelberg, Antikenmuseum de la Universidad de Heidelberg 8 | ARV² 165 N.º 7                                                    | 200304                                                | Sátiro                   | Fragmento, firma de Isquilo                                                                                |        |
|                   | Roma, Villa Julia | ARV²165 N.º 8                                                     | 200305                                                | Joven correteando        | Fragmento                                                                                                  |        |
|                   | Heidelberg, Antikenmuseum de la Universidad de Heidelberg 15                                                                         | ARV²165 N.º 9                                                     | 200348                                                |                          | Fragmento                                                                                                  |        |
|                   | Oxford, Museo Ashmolean 1966.454 | ARV²166 N.º 10                                                    | 200329                                                |                          | Fragmento                                                                                                  |        |
| Vulci             | London, Museo Británico E 6 (1846.5-12.2)                                                                                            | ARV² 166 Nr. 11                                                   | 200378                                                | Skythischer Bogenschütze | firmado Іσχυλος έποίησεν, Φείδιππος έγραφε, en lugar del segundo par de ojos de los atletas en el exterior |        |
|                   | París, Museo del Louvre Cp 11223 | ARV² 166 N.º 12                                                   | 201534                                                |                          | Fragmento, firmado                                                                                         |        |
|                   | Malibú, Museo J. Paul Getty 83.AE.240                                                                                                |                                                                   | 43294                                                 | Dioniso                  | |        |
|                   | Londres, Subasta, Sotheby's | Sotheby’s Antiquities 13./14. Julio de 1981, No 276               | 7106                                                  | Sátiro                   | |        |
|                   | Nueva York, Mercado de arte, Hesperia Arts                                                                                           | Hesperia Arts Auction, Antiquities 27. Noviembre de 1990, N.º 113 | 41869                                                 | Atleta con halteras      | |        |